# Christian Wagner
Christian Alexander Martín Wagner Suito (Lima, 17 de diciembre de 1976) es un presentador, reportero y productor de televisión peruano de ascendencia italiana, que se ha destacado en diferentes programas deportivos y programas nocturnos de su país.

## Biografía
Christian Alexander Wagner Suito nació el 17 de diciembre de 1976 en Jesús María, distrito de la capital Lima, proveniente de una familia de clase media alta.[cita requerida] Tiene la ascendencia italiana por parte de su abuela.
Tras haber acabado la secundaria, Wagner estudió la carrera de Geografía, la cual optó por abandonarla. Trabajó para la Municipalidad de San Isidro, donde se desempeñó como encargado de diseño y la parte comunicacional.
Comenzó su carrera televisiva bajo el apelativo de Loco Wagner a inicios del siglo xxi como reportero de diferentes programas deportivos.[cita requerida] Pero fue en el año 2007 cuando formaría parte de la conducción del espacio Entre titulares, por la cadena CMD, en el cual compartió el rol al lado de Joanna Boloña, Franco Cabrera y Óscar del Portal. Además, funda su propia productora, La Madriguera Films, en el año 2008, donde se desempeña como productor y fundador de la compañía.[cita requerida]
Tras su salida de CMD, en 2013, firmó con el canal Frecuencia Latina para incluirse al reparto principal del programa concurso Ponte play en el rol de jefe. Gracias a su popularidad, le permitió a Wagner prestar su colaboración con la otra producción de la televisora El bendito programa deportivo de las 12, donde se encargó de los reportajes durante el Mundial de Brasil 2014. Ya para el año 2015, obtendría su paso por la fama gracias al incluirse al elenco del programa nocturno peruano La noche es mía, de la mano de Carlos Galdós, en el cual retomó su rol de reportero y asumió ocasionalmente como presentador interino, manteniéndose por varias temporadas hasta el final del espacio el año 2018. Seguidamente, participó en el espacio televisivo Los reyes del playback en los años 2016 y 2018.
Fue conductor del programa radial Levántate y anda, por la emisora Radio Oxígeno, hasta su separación en 2017, debido a una broma que realizó junto con sus compañeros locutores sobre el caso de una empadronada violada durante el censo peruano de ese año. Realizó colaboraciones con el programa nocturno El show del fútbol, a partir de 2018, para reportajes antesala previo a los partidos de la primera división de fútbol peruano. Prestó su presencia para la elaboración del programa web El show de locos, con el mismo formato, en 2021.[cita requerida] Seguidamente, participó por un breve tiempo en los reportajes del espacio de prensa rosa Magaly TV, la firme en 2019.[cita requerida]
En el año 2021, entra a la conducción de otra producción televisiva, Futbología, por el canal Golperu, compartiendo el rol junto con los periodistas peruanos Giancarlo Granda y Nair Aliaga.
Tras haber renunciado a la dicha televisora local, Wagner fue convocado al reparto de participantes de la tercera temporada del programa de telerrealidad culinario El gran chef famosos en 2023, donde compitiría con otras celebridades. Seguidamente, condujo el espectáculo radial La bella y el loco en la emisora Radio Oasis con Carolina Salvatore. Participó en el unipersonal No te va a gustar, compartiendo escena al lado de Cindy Marino, en el cual ambos relatan sus anécdotas.
En 2025, fue convocado por el canal Madi Streaming para conducir el pódcast Tierra de nadies con Juan Carlos Vizcarra y Romina Caballero.

## Créditos

### Televisión
| Año       | Título                        | Papel                            | Emisión                 | Ref.             |
| --------- | ----------------------------- | -------------------------------- | ----------------------- | ---------------- |
| 2007-2012 | Entre titulares               | Presentador                      | CMD                     | [ 2 ]            |
| 2013      | Ponte play                    | Jefe y locutor en off            | Frecuencia Latina       | [ 4 ]            |
| 2014      | El bendito programa de las 12 | Colaborador                      | Frecuencia Latina       | [ 5 ]            |
| 2015-2017 | La noche es mía               | Reportero y presentador interino | Latina Televisión       | [ 6 ]            |
| 2017-2018 | La noche es mía               | Reportero y presentador interino | Panamericana Televisión | [ 6 ]            |
| 2016      | Los reyes del playback        | Participante                     | Latina Televisión       | [ 8 ]            |
| 2018      | Los reyes del playback        | Participante                     | Latina Televisión       | [ 10 ]           |
| 2018-2019 | El show del fútbol            | Reportero                        | Latina Televisión       | [ 12 ]           |
| 2019      | Magaly TV, la firme           | Colaborador                      | ATV                     | [cita requerida] |
| 2019-2022 | Gol noticias                  | Reportero                        | Golperu                 | [cita requerida] |
| 2021-2022 | Futbología                    | Presentador                      | Golperu                 | [ 13 ]           |
| 2023-2024 | El gran chef famosos          | Participante                     | Latina Televisión       | [ 14 ]           |
| 2023-2024 | El gran chef famosos          | Presentador interino             | Latina Televisión       | [cita requerida] |

### Cine
| Año  | Título    | Papel    | Ref.   |
| ---- | --------- | -------- | ------ |
| 2016 | Así nomás | Él mismo | [ 18 ] |

### Programas web
| Año        | Título               | Papel                   | Ref.             |
| ---------- | -------------------- | ----------------------- | ---------------- |
| 2021-2022  | El show de locos     | Presentador y reportero | [cita requerida] |
| 2024       | Los ángeles del Loco | Presentador             | [cita requerida] |
| desde 2025 | Tierra de nadies     | Presentador             | [ 17 ]           |

### Radio
| Año        | Título             | Papel   | Emisión       | Ref.   |
| ---------- | ------------------ | ------- | ------------- | ------ |
| 2016-2017  | Levántate y anda   | Locutor | Radio Oxígeno | [ 11 ] |
| 2022-2023  | La bella y el loco | Locutor | Radio Oasis   | [ 14 ] |
| 2023-2024  | Solo por hoy       | Locutor | Radio Oasis   | [ 19 ] |
| desde 2025 | Noches de Oro      | Locutor | Radio Mágica  |        |

### Teatro
| Año  | Título            | Papel    | Ref.   |
| ---- | ----------------- | -------- | ------ |
| 2023 | No te va a gustar | Él mismo | [ 20 ] |